# 赤碕車站
赤碕車站（日语：／ Akasaki eki */?）是一由西日本旅客鐵道（JR西日本）所經營的鐵路車站，位於日本鳥取縣東伯郡琴浦町，是JR西日本山陰本線沿線的車站之一，屬於中國統括本部所管轄的範圍。
山陰本線快速列車「鳥取快車」（とっとりライナー）全部的車次皆會於本站停靠。

## 車站結構
側式、島式的複合型2面3線月台的地面車站。側式月台側的站舍，各月台以跨線橋連結。

### 月台配置
| 月台 | 路線     | 方向 | 目的地         | 備註             |
| ---- | -------- | ---- | -------------- | ---------------- |
| 1    | 山陰本線 | 上行 | 倉吉、鳥取方向 | 通常在此月台     |
| 1    | 山陰本線 | 下行 | 米子、松江方向 | 通常在此月台     |
| 2    | 山陰本線 | 下行 | 米子、松江方向 | 待避時           |
| 3    | 山陰本線 | 上行 | 倉吉、鳥取方向 | 待避、通過列車   |
| 3    | 山陰本線 | 下行 | 米子、松江方向 | 一部分的待避列車 |

## 相鄰車站
※快速「鳥取Liner」全數停車，一部在此站與普通列車進行緩急接續。快速「鳥取Liner」（此站全數停車）的相鄰停車站參見列車條目。
西日本旅客鐵道
 山陰本線
八橋－赤碕－中山口